# Luis "El Terror" Días
Luis Días Portorreal (21 de junio de 1952 - 8 de diciembre de 2009) fue un compositor dominicano e intérprete de merengue, bachata, rock y ritmos típicos dominicanos. Gracias a sus investigaciones folcklóricas durante las décadas de 1970 y 1980 logró rescatar ritmos y bailes típicos de la República Dominicana entre ellos la bachata un género musical que solo era escuchado por las clases más bajas del país y que luego popularizó mundialmente.
Fue un cultor de la música y de los ambientes populares dominicanos. En los medios artísticos se le conoció como El Terror, por sus especiales maneras de interpretar la música, por sus mezclas agresivas de aires musicales diversos y por la sensibilidad musical que exhibía.
Autor de letras y de música de inspiración folclórica que mezcla o fusiona estilos y aires musicales diversos. En algunos círculos Luis es considerado el Padre del Rock Dominicano, por sus diversos aportes a la música alternativa y experimentación de ritmos autóctonos con la guitarra influenciada por el Rock. En sus fusiones, Luis logra mezclar los ritmos del rock, reggae, jazz y blues con más de 40 diferentes ritmos étnicos de la República Dominicana y Haití, como merengue, bachata y mangulina, entre otros.
Fue el creador de las fusiones del rock y el merengue: “Merenrock” y la bachata electrónica: “Tecnoamargue”.

## Primeros años
Luis Días nació en Bonao, el 21 de junio de 1952. Desde pequeño sintió los impulsos directos de la música, ya que su padre era tocador de Tres (un instrumento musical de origen cubano parecido a la guitarra) y su madre era cantante de Salves, por lo que la música y los ambientes artísticos eran algo natural y cotidiano en la vida de este músico nato.

## Estudios académicos y musicales
En su ciudad natal, realizó sus primeros estudios musicales con los profesores Juan Zorrilla y Tatán Jiménez. También en Bonao, a la edad de 16 años, creó el grupo de Rock & Roll Los Chonnys, su primer grupo musical.
En 1970 se trasladó a Santo Domingo con el objetivo de estudiar psicología en la UASD.

## Carrera musical
En 1972, a iniciativa del sociólogo Dagoberto Tejeda, se integró como guitarrista y vocalista a Convite, una banda musical dedicada a rescatar de la oscuridad los ritmos de diferentes partes de la isla. Otros miembros originales fueron el mismo Dagoberto, Ana Marina Guzmán (vocalista), José Enrique Trinidad y José Rodríguez (letras y coros), Miguel Mañaná (percusión), José Castillo (percusión) e Iván Domínguez (percusión).
Convite, una verdadera revelación musical de la época, participó en Festival Internacional de la Nueva Canción "Siete Días con el Pueblo en 1974, en el cual la composición de Luis Días Obrero Acepta Mi Mano, se convirtió en el tema oficial, siendo luego grabada por grupos de la canción protesta como Expresión Joven de República Dominicana y Los Guaraguao de Venezuela.
Tras su salida de Convite en 1978, formó junto a Gustavo Moré, Manuel Tejada, Wellington Valenzuela, Carlos Fernández y Luis Ruiz la agrupación Madora, donde comenzó sus experimentos de fusión de jazz con el folclore antillano. En Madora Luis culminaría toda una década de reelaboración de cantos provenientes de las raíces mismas de la dominicanidad. Ese año también participó en el XI Festival Mundial de la Juventud y los Estudiantes celebrado en La Habana.
Entre 1980 y 1982 se radicó en la ciudad de Nueva York, dedicándose a la enseñanza de música dominicana tradicional en el American Museum of Natural History. Durante este tiempo,  se sintió atraído por la cultura punk .

## Nacimiento del rock dominicano
Su regreso a la República Dominicana en 1982, representa el nacimiento del auténtico rock dominicano, al formar junto a Juan Francisco Ordóñez (guitarra), Guy Frómeta (batería), Héctor Santana (el bajo), José Duluc(percusionista) y Bruno Ranson (saxofonista) la banda Transporte Urbano, donde irían a parar todas sus impresiones musicales, que conjugaban desde la bachata hasta el heavy metal. Años más tarde, el bajista Héctor Santana es sustituido por Peter Nova y Transporte Urbano se consolida en el público dominicano con su estructura definitiva como  "Power Trio". Por su labor, Transporte Urbano fue declarado el "Grupo Folclórico del Año" en la premiación El Dorado de 1984. [cita requerida]

## Los años 80 y Merengue
En 1983 Luis ganó un concurso nacional para la composición del tema para el carnaval dominicano del año 1984. Ese tema es Baila En La Calle y sus primeros intérpretes fueron Sonia Silvestre y Luis Días. Para el carnaval de 1985 el merenguero dominicano Fernando Villalona la grabó para el sello Kubaney, siendo esta la versión más conocida.
En 1984 salió a la venta su disco Luis "Terror" Días, en el cual, a ritmo de merengue, interpreta temas como "Ay Ombe", "Liborio" y "La porquería", entre otros.
En 1985 participó en el XII Festival Mundial de la Juventud y los Estudiantes en Moscú.
También en ese año, con la colaboración de Juan Luis Guerra, su banda Transporte Urbano y otros músicos realizó la música del cortometraje Las Pausas del Silencio, de Carlos Cristalini. Este trabajo recibió el premio a la mejor banda sonora para cortometrajes en el Festival Internacional de Boston de 1986.
En 1986 fue contratado por UNICEF para la composición de la canción Los Niños sin Padres, interpretada junto a Sergio Vargas y Sonia Silvestre.

## Reconocimientos y Homenajes
Entre las distinciones que ha recibido están "Letrista del Año" en los premios Casandra de 1989 y "Compositor del Año" en los premios Casandra de 1990.
En 1999 el Centro Cultural de España en Santo Domingo y Colecciones El Europeo escogió su trabajo para lanzar una compilación llamada Jaleo Dominicano + Homenaje a Luis Días, siendo la primera vez que dicha institución selecciona un artista del continente americano para tal distinción. Ese año, también fue designado Director del Departamento de Música de la Casa de la Cultura Dominicana en Nueva York.
En el año 2004 es declarado por el Estado Dominicano como Patrimonio Cultural de la Nación, realizándose por tal motivo un concierto en la capital dominicana. Este evento quedaría recogido en el DVD "Luis Terror Días:El Terror en Vivo".
En el año 2010  La Asociación de Cronistas de Arte de la República Dominicana (Acroarte) entregó un premio Casandra Especial Póstumo a Luis Terror Días, por: sus valiosísimos aportes a la música popular dominicana. Además, por los trabajos de investigación  que permanentemente realizaba sobre nuestra cultura y haber sido uno de los compositores más prolíficos de los últimos cuarenta años.
En el año 2015 el Ministerio de Cultura auspició el concierto “Cantautor urbano”, un homenaje póstumo que ofreció el artista Pavel Núñez al maestro Luis “El Terror”’ Días,  en el marco de la semana cultural que celebró la inauguración de La Voz del Yuna.
En el 2017 el Ministerio de Cultura realizó un homenaje en el Teatro Nacional Eduardo Brito, con el espectáculo musical “Ay ombe”.
En el año 2018 quedó inmortalizado el nombre de Luis “El Terror” Días, con el develizamiento del rótulo que lo inmortaliza a colocado en la esquina de la avenida Ámsterdam y la calle 165, a pocas cuadras de donde él vivió por muchos años.
En el año 2021 Como una manera de honrar y difundir su legado entre las presentes y futuras generaciones, el Ministerio de Cultura (MINC) le rindió homenaje con la realización de una serie de actividades, a propósito de conmemorarse el 69 aniversario de su natalicio, se desvelaron un mural y un busto, al tiempo que se creó un bulevar con el nombre del artista en la calle Beller, entre la Estrelleta y Pina, en Ciudad Nueva, esto último como una iniciativa de la Alcaldía de Santo Domingo y el MINC.
En el año 2022 el Senado de la República Dominicana reconoció a Luis “El Terror” Díaz, por su larga y destacada trayectoria profesional.
En el mismo 2022, la Oficina Nacional de Derecho de Autor ( ONDA) rindió un homenaje póstumo a Luis -El Terror- Días en el Palacio de Bellas Artes de la provincia Monseñor Nouel donde nació el compositor.
En el 2023  El presidente Luis Abinader emitió el Decreto 60-23 del Poder Ejecutivo que instituye los Premios Anuales del Carnaval Dominicano,  que incluyen el Premio Anual Luis Días de Música del Carnaval Dominicano, que está constituido por tres categorías para igual número de autores que presenten una obra inédita que incluya música, instrumentos, ritmos y melodías empleadas en el carnaval dominicano y constituya, por su calidad e innovación, un aporte significativo a la cultura carnavalera del país.Premio de Carnaval luis dias

## Como compositor
Más de trescientas de sus piezas [cita requerida]han sido grabadas por diferentes artistas y orquestas, entre los que se destacan Sergio Vargas (Marola, Las Vampiras), Kaki Vargas (Los Mosquitos Puyan), Wilfrido Vargas (La Pringamosa), Sonia Silvestre (Mi Guachimán, Yo Quiero Andar, Andresito Reyna), Dionis Fernández (El Guardia del Arsenal), Los Hijos del Rey (Roca Piedra, Canto de Toro, Candelo), Fernando Villalona (Baila en la Calle, tema de Carnaval) y Marc Anthony (Si He de Morir), entre otros.

## Como escritor
Fue Autor de varios libros, entre ellos "Tránsito Entre Guácaras", un libro de poemas que recrea mitos taínos.

## Presentaciones internacionales
Tras varios años de presentaciones en la región del Caribe, los Estados Unidos y Sudamérica, además de llevado su arte por París, Marsella, Moscú, Leningrado, Madrid, Tenerife, Barcelona y Lisboa, a mediados de 1991, volvió a radicarse en Nueva York, donde seguiría dándole continuidad a su intenso trabajo étnico cultural.

## Colaboraciones para películas
En esta etapa, Luis Días compone la música para varias películas, como el cortometraje "Dear Teresa" (1992). Se destaca también su colaboración con David Byrne en la banda sonora de la película Blue In The Face (1995), en la cual Marc Anthony interpretó su tema Mi Barrio con un rapeo de Kaz y Remi Leku.
En 2005 realizó la banda sonora de la película dominicana La maldición del padre Cardona.[cita requerida]
En 2008 aparece su canción "Borracho" del disco "Radio Macana" como parte de la banda sonora de la película Pride and Glory del director Gavin O'Connor para los estudios New Line Cinema.

## Regreso a Santo Domingo y posteriores grabaciones
En 1997 regresa a Santo Domingo, donde el público le brinda un importante apoyo en varios conciertos, así como en el lanzamiento de sus primeros discos compactos.En el año 2000 se editan por primera vez las grabaciones del año 1985 realizadas por Transporte Urbano.
Entre el 2002 y el 2003 emprende las grabaciones de lo que sería "Radio Macana", un álbum producido por Reynaldo García Pantaleón y Lliam Greguez, y que contaría con su banda "Las Maravillas" en las sesiones. Este es un trabajo que recoge el periodo de la estadía de Luis en Nueva York entre 1999 y el 2002 y está considerada una producción experimental realizada de manera independiente.
En 2005, a solicitud del Centro Cultural de España en Santo Domingo, conformó una banda de merengue para que interpretara sus principales composiciones popularizadas por otros artistas. De dicha presentación se realizó la grabación en DVD "EN VIVO DESDE EL CCE: LUIS TERROR DIAS MERENGUES".

## Reclamos por derechos de autor
En 2006 se vio envuelto en una controversia con la cantante colombiana Shakira y el rapero haitiano Wyclef Jean, quienes en su tema Hips Don't Lie hacen uso del estribillo de su composición Baila en la Calle sin mencionarlo en los créditos.

## Muerte
Luis Días muere en Santo Domingo el 8 de diciembre de 2009, luego de sufrir un ataque al miocardio y padecer otras complicaciones.

## Tributos
El 2 de noviembre de 2010, Sonia Silvestre y Transporte Urbano presentaron a casa llena en el Palacio de Bellas Artes el concierto "Mi amigo el Terror",  como homenaje póstumo al fundador del rock dominicano.
En enero de 2012, Jaime Estepan discípulo de Luis Dias presenta su homenaje en el Centro Cultural Eduardo León Jimenes (Centro León), junto a los jóvenes músicos dominicanos, Edis Sánchez, Jefrey Casimiro, Sabrina Estepan, junto al Maestro Crispín Fernández como invitado, recordaron en un gran Vivo Café al Padre del rock dominicano. Canciones como Pichirilo, Liborio, Seré más grande que ayer, Cibaeña y Mi Guachiman fueron algunas de las piezas interpretadas por este grupo de artistas.

## Discografía
Albumes
- Luis Terror Dias (1984)
- Merenrock! (1988)
- El Accidente (1998)
- Vickiana: Las Sesiones Del 1985 (2000)
- La Yola (2000)
- Radio Macana (2003)
- Tiempo De Ocio (2009)

Sencillos y Demos
- El Transporte Urbano (1983)
- Baila En La Calle (1984)
- Luis Dias Trio (1999)

Compilaciones
- Jaleo Dominicano + Homenaje a Luis Dias (1999)
- La Suite Folklorica Dominicana (2001)
- Lo Mejor Del Terror (2010)

Grabaciones en DVD
- La Suite Folclórica Dominicana: Grabado en el Teatro Nacional (2001)
- El Terror en Vivo: Grabado en el Ministerio de Cultura de República Dominicana (2004)
- El Terror Le Canta al Amor: Grabado en Cinema Café (2005)
- Luis Dias Merenrock y Tecnoamargue: Grabado en el Centro Cultural de España (2006)